# Právo na spravedlivou odměnu za práci
Právo na spravedlivou odměnu za práci je téma charakteristické zejména pro pracovněprávní vztahy. Jednoznačná právní definice spravedlivé odměny neexistuje a lze se na ni dívat z několika úhlů. Jedním z nich je pohled právní, kdy se spravedlivým odměňováním rozumí takové odměňování, které je v souladu s právními předpisy. Druhou variantou je zjednodušeně pohled subjektivní, kdy konkrétní zaměstnanec považuje odměnu za spravedlivou či nespravedlivou v každém jednotlivém případě.
Spravedlivá odměna a právo na ni spadá z hlediska zařazení pod práva hospodářská a sociální. Tato problematika je řešena nejen na národních ale také mezinárodní úrovni s tím, že i Evropská unie hojně zasahuje do její regulace.
Právo na spravedlivou odměnu je provázáno především s právem na rovné zacházení a zákazem diskriminace. Z následujících mezinárodně i národně relevantních dokumentů lze dovodit, že nejvíce regulovanou a diskutovanou spravedlností ve vztahu k odměně je odměna, které dosazují muži a ženy.

## Mezinárodní úprava
Na úrovni Organizace spojených národů (dále jen „OSN“) zakotvuje právo na spravedlivou odměnu například Všeobecná deklarace lidských práv, a to v článku 23 konkrétně odst. 3 „Každý pracující má právo na spravedlivou a uspokojivou odměnu, která by zajišťovala jemu samému a jeho rodině živobytí odpovídající lidské důstojnosti a která by byla doplněna, kdyby toho bylo třeba, jinými prostředky sociální ochrany.“ Tomuto odstavci předchází odstavec 2, který říká „Každý, bez jakéhokoli rozlišování, má nárok na stejný plat za stejnou práci.“, z čehož plyne, že spravedlivá odměna úzce souvisí se zásadami rovnosti a nediskriminování.
Dalším dokumentem přijatým pod v rámci OSN je Mezinárodní pakt o hospodářských, sociálních a kulturních právech z roku 1966. Hlavním rozdílem od Všeobecné deklarace lidských práv je právní závaznost tohoto paktu, a ne pouhá doporučující povaha. Dle paktu je zřejmé, že právo na spravedlivou odměnu je chápáno jako právo na spravedlivé a uspokojivé podmínky, protože je považováno jako jeden z prostředků zajištění právě spravedlivých a uspokojivých podmínek. Konkrétně tedy článek 7 tohoto paktu odráží postoj smluvních stran, že spravedlivých a uspokojivých podmínek lze dosáhnout tak, že bude poskytována minimálně taková odměna, která bude spravedlivá a stejná za práci stejné hodnoty a umožní slušný život pro pracovníky a jejich rodiny. Pozornost si zaslouží skutečnost, že již zde se explicitně zmiňuje zákaz diskriminace z hlediska pohlaví, a to slovy: „přičemž zvláště ženám jsou zaručeny pracovní podmínky ne horší, než jaké mají muži, se stejnou odměnou za stejnou práci“.
Z pera Rady Evropy lze poukázat na Evropskou sociální chartu z roku 1961. Právu na spravedlivou odměnu se věnuje čl. 4, jehož přijetím se pro účely účinného výkonu předmětného práva smluvní strany zavazují:
1. uznat právo pracovníků na takovou odměnu za práci, která jim i jejich rodinám zajistí slušnou životní úroveň,
2. uznat právo pracovníků na vyšší odměnu za přesčasovou práci, s výhradou výjimek ve zvláštních případech,
3. uznat právo pracujících mužů a žen na stejnou odměnu za práci stejné hodnoty,
4. uznat právo všech pracovníků na přiměřeně dlouhou výpovědní lhůtu při ukončení zaměstnání,
5. dovolit srážky ze mzdy jen za podmínek a v rozsahu daném vnitrostátními zákony nebo předpisy nebo podle kolektivních smluv anebo podle rozhodčího nálezu.

I v rámci Evropské sociální charty, resp. v rámci dodatkového protokolu z roku 1988 byla zdůrazněna potřeba důkladně dbát na to, aby byla rovnost zajištěna mezi pracovníky bez ohledu na pohlaví „Všichni pracovníci mají právo na rovné příležitosti a rovné zacházení v otázkách zaměstnání a povolání bez diskriminace z důvodu pohlaví.“ Zejména v souvislosti s diskriminací na základě pohlaví při odměňování byla Česká republika opakované kritizována, a dokonce v roce 2020 rozhodl o pochybení ČR Evropský výbor pro sociální práva v návaznosti na stížnost University Women of Europe.

## Úprava v rámci EU
Pro právo na spravedlivou odměnu na úrovni EU nelze přehlédnout článek 157 Smlouvy o fungování EU, který poskytuje jakousi výkladovou pomůcku a zároveň stejně jako v předchozích zdrojích zdůrazňuje nezbytnost rovnosti mužů a žen. Z hlediska výkladu je podstatné objasnění slova „odměna“ – kterým „se rozumí obvyklá základní či minimální mzda nebo plat a veškeré ostatní odměny, jež zaměstnavatel přímo nebo nepřímo, v hotovosti nebo v naturáliích vyplácí zaměstnanci v souvislosti se zaměstnáním“. To, že odměna zahrnuje mzdu i plat znamená, že se rovnost uplatňuje nejen v soukromém, ale i veřejném sektoru. SFEU za odměnu chápe nejen peněžní ale i věcného plnění, přičemž jsou zahrnuta také plnění v rámci sociálního systému. S takovou definicí pracují následně i další dokumenty upravující situaci práva na spravedlivou odměnu pocházejí od EU.
Problematice spravedlivé odměny se věnuje na úrovni EU řada směrnic. Směrnice Evropského parlamentu a Rady 2006/54 ES ze dne 5. července 2006 o zavedení zásady rovných příležitostí a rovného zacházení pro muže a ženy v oblasti zaměstnání a povolání (přepracované znění). Tato směrnice z roku 2006 má především úkol sjednotit doposud roztříštěnou úpravu a nahrazuje v podstatě směrnici Rady 76/207/EHS o zavedení zásady rovného zacházení pro muže a ženy, pokud jde o přístup k zaměstnání, odbornému vzdělávání a postupu v zaměstnání a o pracovní podmínky, směrnici Rady 86/378/EHS o zavedení zásady rovného zacházení pro muže a ženy v systémech sociálního zabezpečení pracovníků, směrnici Rady 75/117/EHS o sbližování právních předpisů členských států týkajících se uplatňování zásady stejné odměny za práci pro muže a ženy a směrnici Rady 97/80/ES o důkazním břemenu v případech diskriminace na základě pohlaví.

### Směrnice Evropského parlamentu a Rady (EU) 2023/970
Jistý průlom či přelom představuje i směrnice Evropského parlamentu a Rady (EU) 2023/970 ze dne 10. května 2023, kterou se posiluje uplatňování zásady stejné odměny mužů a žen za stejnou práci nebo práci stejné hodnoty prostřednictvím transparentnosti odměňování a mechanismů prosazování (dále jen „Směrnice“). Tato Směrnice bude postupně inkorporována do národních systémů a členské státy mají čas do 7. června 2026, aby ji přizpůsobily národní právní úpravu.
Směrnice se vztahuje nejen na soukromý, ale také na veřejný sektor s tím, že se uplatní nejen u pracovněprávních vztahů, ale také u dohod o pracích konaných mimo pracovní poměr. Kromě samotných zaměstnanců se Směrnice dotýká také uchazečů o zaměstnání. Pro účely definice proto Směrnice nepoužívá přímo pojem zaměstnanec, ale pracovník. Přímo z názvu směrnice plyne, že jako hledisko pro porovnávání je používána nejen „stejná práce“, která nevyvolává větších pochyb či dotazů, ale také „práce stejné hodnoty“. Stejnou prací nebo prací stejné hodnoty se rozumí práce stejné nebo srovnatelné složitosti, odpovědnosti a namáhavosti, která se koná ve stejných nebo srovnatelných pracovních podmínkách, při stejné nebo srovnatelné pracovní výkonnosti a výsledcích práce. Práci stejné hodnoty lze využít v okamžiku, kdy v určité oblasti nelze jako srovnání (komparativ) použít druhé pohlaví, protože například v dané oblasti se toto pohlaví angažuje zcela výjimečně (porodní asistentka je převážně žena, zatímco v dolech jako horník pracuje převážně muž). Směrnice zpřesňuje některé doposud nejasné body a zavádí nové povinnosti, které bude zaměstnavatel povinen plnit vůči jednotlivým pracovníkům. Významnou je povinnost poskytnout ve vztahu k odměňování předsmluvní informace, což se odrazí zejména v povinnosti již v rámci inzerátu uvést odměnu za danou práci (ať už konkrétní částkou či rozmezím, které však nesmí být nepřiměřeně rozsáhlé). Na předsmluvní informační povinnost navazuje další povinnost zaměstnavatele, a to zajistit pracovníkům přístup ke kritériím, která se užívá zaměstnavatel při stanovení odměny. Z tohoto v podstatě plyne, že by si zaměstnavatelé měly vytvořit taková vhodná kritéria, která budou přehledná, nediskriminační a budou transparentně předkládána pracovníkům. Dopad bude mít Směrnice také na různé zákazy formulované zaměstnavateli, které brání pracovníkům sdílet (především mezi sebou) informace o jejich odměně. Zaměstnavatelé s více než 100 pracovníky bude mít také povinnost podávat pravidelné zprávy o tom, jak je v rámci daného zaměstnavatele právo na spravedlivou odměnu naplňováno. Pokud nebudou mít pracovníci jistotu, že je právní úprava skutečně chrání, a mají možnost se domáhat spravedlivé odměny, aniž by je jakákoliv jejich snaha stála více než by mohli získat, bude směrnice vycházet naprázdno. I proto zakotvuje a zpřesňuje procesní otázku domáhání se práva na spravedlivou odměnu pracovníky. Podstatným bodem je v tomto směru zejména přenesení důkazního břemena z pracovníka (který by prokazoval, že k diskriminaci došlo) na zaměstnavatele (který musí prokázat, že k diskriminaci nedocházelo a poskytovaná odměna je tedy spravedlivá).

## Právní úprava ČR
Na nejvyšší úrovni (kromě mezinárodních smluv, u kterých se uplatňuje aplikační přednost) je právo na spravedlivou odměnu upraveno Listinou základních práv a svobod. Zařazeno je do Hlavy čtvrté mezi práva hospodářská, sociální a kulturní. Konkrétně se jedná o článek 28 „Zaměstnanci mají právo na spravedlivou odměnu za práci a na uspokojivé pracovní podmínky. Podrobnosti stanoví zákon.“ Práva na spravedlivou odměnu se pak dotýká také článek 41 Listiny základních práv a svobod, který říká, že: „Práv uvedených v čl. 26, čl. 27 odst. 4, čl. 28 až 31, čl. 32 odst. 1 a 3, čl. 33 a 35 Listiny je možno se domáhat pouze v mezích zákonů, které tato ustanovení provádějí.“ Toto ustanovení v podstatě znamená, že vyjmenovaná práva mohou být omezena zákonem.
Zákonem, na který odkazuje Listina základních práv a svobod, je především zákon č. 262/2006 Sb., zákoník práce (dále jen „ZP“). Ustanovení § 1a odst. 1 ZP vymezuje základní zásady pracovněprávních vztahů, kam právě podle písm. c) tohoto ustanovení spadá také „spravedlivé odměňování zaměstnance“.
ZP následně v ustanovení § 110 odst. 1 rozvíjí obecné zásady práva na spravedlivou odměnu a rovného zacházení a zákazu diskriminace, když stanoví: „Za stejnou práci nebo za práci stejné hodnoty přísluší všem zaměstnancům u zaměstnavatele stejná mzda, plat nebo odměna z dohody.“ Tento paragraf poskytuje v podstatě jakási výkladová pravidla či objasnění pojmů. S právem na spravedlivou odměnu je provázán zákaz diskriminace, přičemž v ČR je toto upraveno zvláštním antidiskriminačním zákonem (zákon č. 198/2009 Sb.), na který přímo odkazuje ZP.

## Judikatura ČR
Nálezem Ústavního soudu ČR sp. zn. II. ÚS 1854/20 ze dne 18.10.2021, který se vyjadřoval ke spravedlivé odměně za práci v souvislosti s požadavkem zaměstnavatele být k dispozici v době přestávky, vytvořil právní větu: Z práva na spravedlivou odměnu za práci garantovaného v čl. 28 Listiny plyne právo každého zaměstnance na to, aby byl přiměřeně odměněn za dobu, během níž vykonává pro zaměstnavatele práci nebo je zaměstnavateli k dispozici, připraven okamžitě zasáhnout na místě zaměstnavatelem určeném. Neplacenou dobou odpočinku může být naopak pouze taková doba, se kterou může zaměstnanec nakládat dle své volné úvahy, tedy věnovat se oddechu a nebýt během této doby zaměstnavateli k dispozici.
Usnesením Ústavního soudu sp. zn. I. ÚS 2820/20 ze dne 31. 8. 2021 rozhodoval Ústavní soud ve věci, kde docházelo k rozdílnému odměňování zaměstnanců podle místa výkonu práce. Zjednodušeně lze shrnout, že Ústavní soud konstatoval, že kritériem pro stanovení odměny nemohou být socioekonomické podmínky a životní náklady v jednotlivých regionech, pokud se jedná o stejnou práci. Stejnou mzdu za stejnou práci je proto nezbytné poskytovat v rámci celé ČR.